# London School of Medicine for Women
A London School of Medicine for Women, estabelecida em 1874, foi a primeira escola de medicina para mulheres no Reino Unido.

## História
A escola foi formada pela associação de pioneiras médicas britânicas: Sophia Jex-Blake, Elizabeth Garrett Anderson, Emily Blackwell e Elizabeth Blackwell, com a colaboração de Thomas Henry Huxley. Um dos principais motivos para a abertura de uma escola de medicina exclusiva para mulheres foi a tentativa fracassada de Sophia Jex-Blake de ingressar em universidades tradicionais que, na época, não aceitavam mulheres estudantes.
Outras colegas de Sophia se juntaram à iniciativa, como Isabel Thorne, que a sucedeu em 1877 como secretária honorária. Em 1886, ela deixou Londres, voltando para Edimburgo, onde abriu a Edinburgh School of Medicine for Women. O Ato Médico de 1876, assinado pela Rainha Vitória, revogou um ato anterior que permitia em todo o Reino Unido, que autoridades médicas licenciassem todos os candidatos qualificados, independente de seu gênero, o que impediu muitas mulheres de conseguirem licença, caso conseguissem se formar em medicina.
Um acordo foi firmado em 1877 com o Hospital Royal Free, permitindo que estudantes da London School of Medicine for Women pudessem concluir seus estudos clínicos em suas dependências. Ele foi o primeiro hospital escola em Londres a admitir o treinamento de médicas. Quando Elizabeth Garrett Anderson foi reitora (1883-1903), a escola passou por uma reforma e tornou-se parte da Universidade de Londres, consolidando assim sua associação com o Hospital Royal Free. Em 1896, a faculdade foi renomeada para London Royal Free Hospital School of Medicine for Women.
Na década de 1920, muitas estudantes da Índia cursaram medicina em suas dependências e retornaram para a então colônia britânica para clinicar, algumas delas médicas pioneiras em sua terra natal. Em 1998, ela foi fundida com a escola de medicina da University College Hospital, para formar a UCL Medical School.

## Alunas notáveis

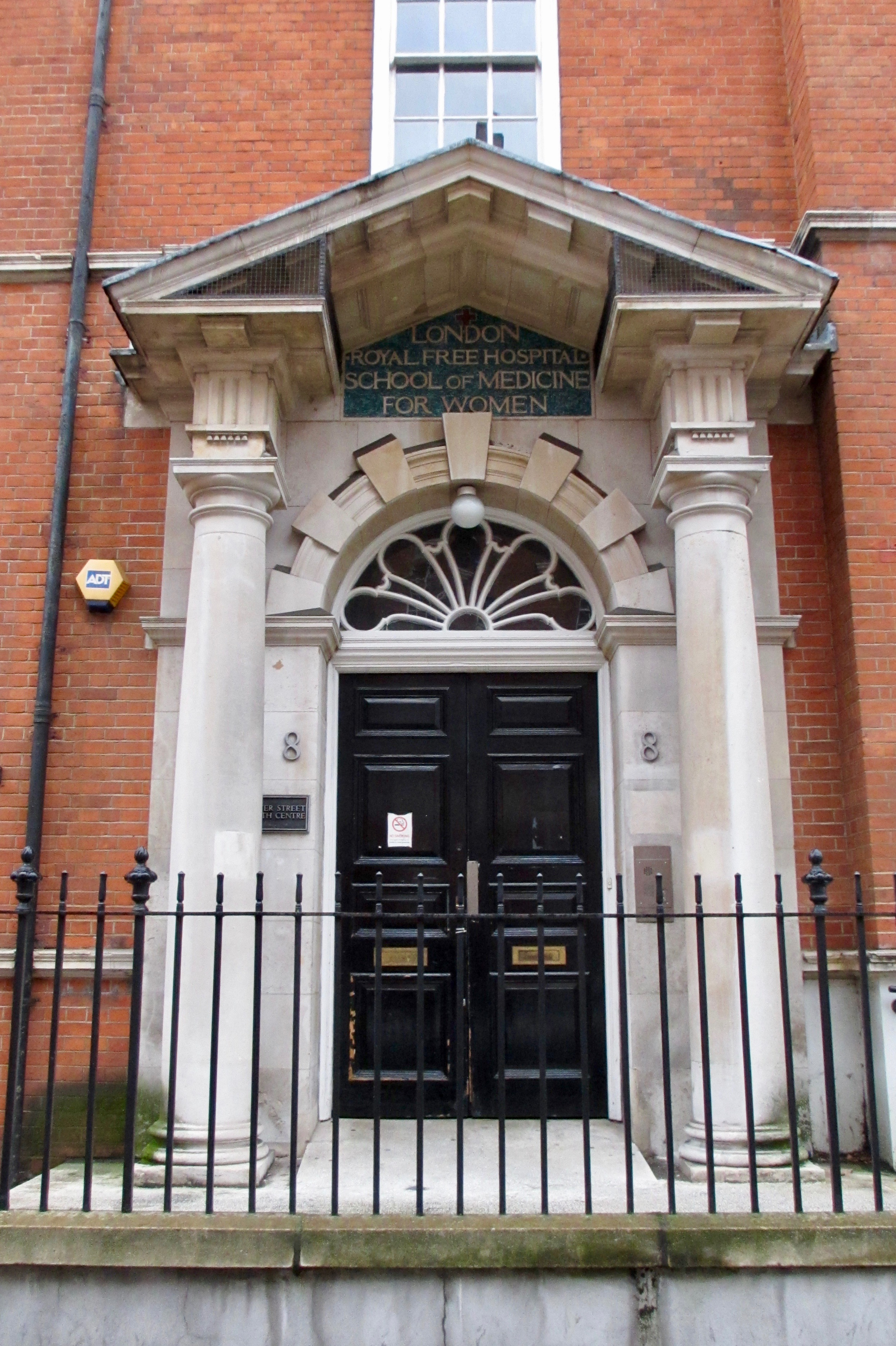
London School of Medicine for Women, na Hunter Street.

- Florence Barrett, cirurgiã do Mothers' Hospital, em Clapton e no Hospital Royal Free, em Londres
- Diana Beck, neurocirurgiã do Hospital de Middlesex, formada em 1925
- Julia Bell, geneticista e membro do  Royal College of Physicians, formada em 1920
- Rosemary Biggs, hematologista, formada em 1943
- Margery Blackie, homeopata da rainha Elizabeth II[5]
- Ruth Bowden, professora de anatomia no Hospital Royal Free, formada em 1940
- Fanny Jane Butler, primeira turma, em 1880; primeira médica missionária da Índia Britânica
- Eleanor Davies-Colley, cirurgiã, formada em 1907
- Katharine Dormandy, hematologista do Hospital Royal Free, formada em 1951
- Eva Frommer, pediatra pioneira, fundadora do Children's Day Hospital e uma das fundadoras do Royal College of Psychiatrists, formada em 1952
- Frances Gardner, cardiologista, formada em 1940
- Mary Esther Harding, psicanalista, formada em 1910
- Dr. Jensha Jhirad, primeira mulher indiana a se formar em obstetrícia e ginecologia, em 1919
- Una Ledingham, especialista em diabetes
- Katharine Lloyd-Williams, anestesista, formada em 1926
- Margaret Lowenfeld, psicoterapeuta infantil, formada em 1918
- Honor Smith, neurologista, formada em 1937
- Alice Stewart, epidemiologista que revolucionou o entendimento sobre o risco da radiação, formada em 1899
- Alice Vickery, primeira britânica a se formar em farmácia e química
- Jane Elizabeth Waterston, primeira médica da África do Sul, formada na primeira turma em 1880
- Helena Rosa Wright, cirurgiã, pioneira na área de contraceptivos, conhecida internacionalmente, formada em 1914